# Meer van Lentini
Het Meer van Lentini is een kunstmatig meer op het eiland Sicilië, Italië, dat teruggaat tot de middeleeuwen. De naam in het Italiaans is Lago di Lentini of Bivieri di Lentini, en in het Siciliaans Bliveri ri Lintini.
Het meer ligt aan de oostkant van het eiland in de metropolitane stad Syracuse in de gemeente Lentini. Omwille van zomerse uitbraken van malaria was het volledig drooggelegd tussen de jaren 1920 en 1970.

## Beschrijving
Op 10 km oostwaarts ligt de Ionische Zee. Het Meer van Lentini ligt in een diepte tussen het gebergte Monti Iblei en de Hoogvlakte van Catania ten noorden. Het meer wordt gevoed door rivieren uit het gebergte; de aflopende rivier is de San Leonardo. De huidige omvang van het meer is kleiner en dieper dan wat het nog was in de 19e eeuw. De oppervlakte beslaat 8 à 12 km2. Tot de 19e eeuw was het oppervlak vermoedelijk 14 km2.

## Historiek

### Middeleeuwen
Ten tijde van het Arabisch bestuur over Sicilië, het emiraat Sicilië, damden de Arabieren een kleine rivier af om aldus een moerasland te hebben voor viskweek. 
Het meer kreeg pas echt omvang begin 13e eeuw toen, naar verluidt, de Tempeliers de rivier Trigona-Galici met een bakstenen muur afdamden. Deze rivier komt uit de Monti Iblei gestroomd. In het meer ontstonden er twee eilandjes. De Tempeliers gebruikten het meer zowel voor jachtpartijen als voor viskweek. Zo waren het de Tempeliers die voor het eerst de term vivarium gebruikten, wat zowel betekent wildpark voor jagers als kweekvijver. De voor hun jachtpartijen gekweekte dieren dronken aan het meer; tevens organiseerden de Tempeliers een viskweek op grote schaal. In het Siciliaans evolueerde de term vivarium naar ‘bivieri’, wat synoniem is van moerasland.

### Nadien
Na de Tempeliers kwam het meer met zijn viskwekerij in handen van grootgrondbezitters. Er ontstond een moerasland waarbij riet aan de oevers geoogst werd, dat versneden werd en verkocht. Tevens werd er boekweit geplant.
Tijdens de zomermaanden ontstond er meer en meer malaria. Dit probleem verergerde in de 19e eeuw. Landarbeiders in de omstreken werden er door getroffen. Eind 19e eeuw begon burgemeester Beneventano met een deel van het meer droog te leggen en de oevers te verharden. Hij sprak hiertoe ingenieur Pisano aan. De droogleggingswerken gingen verder in de jaren 1920 en in de jaren 1930 was het Meer van Lentini opgedroogd. In de droge rivierbeddingen werden citrusbomen geplant.
In de jaren 1970 werd het Meer van Lentini heraangelegd. De reden was om over een waterreservoir te beschikken voor de landbouw en industriële bedrijven. De Cassa del Mezzogiorno financierde het project. 
Vanaf de jaren 2000 werd de aan- en afwatering herzien, na veel politiek overleg, zodat het milieu gespaard kon worden. Trekvogels strijken neer aan het Meer van Lentini. Een telling gaf aan dat er op piekmomenten 25.000 vogels leven, die behoren tot een 150-tal species. De meest opvallende vogelsoort zijn de ooievaars, die zich te goed doen aan de vissen in het meer. 
Lokale politici zijn verder van mening dat het Meer van Leontini een voldoende groot waterreservoir betekent om een kerncentrale af te koelen.